# Clifford P. Case
Clifford P. Case (Franklin Park, 1904. április 16. – Washington, 1982. március 5.) az Amerikai Egyesült Államok szenátora (New Jersey, 1955–1979).